# Джапаридзе, Арчил (губернатор)
Арчи́л Джапари́дзе (груз. არჩილ ჯაფარიძე; род. 7 августа 1972 года, Амбролаури, Грузинская ССР) — грузинский государственный деятель, государственный уполномоченный (губернатор) в регионе Рача-Лечхуми и Нижняя Сванетия с 24 августа 2017 года.

## Биография
Родился 7 августа 1972 года в Амбролаури.
Окончил экономический факультет Тбилисского государственного университета в 1995 году.
Работал инспектором государственной налоговой инспекции в столичном районе Дидубе с 1993 по 1996 год, с 1996 по 1998 год был главным инспектором контрольной палаты региона Рача-Лечхуми и Нижняя Сванетия.
С 1998 по 2001 год занимал должность руководителя регионального бюро Контрольной палаты в регионах Имеретия и Рача-Лечхуми и Нижняя Сванетия, с 2001 по 2003 год был заместителем руководителя бюро.
С 2003 по 2004 год был заместителем губернатора в регионе Рача-Лечхуми и Нижняя Сванетия.
С 2008 года был директором ООО «Хванчкара Премиум».
В 2010 году был избран членом сакребуло Амбролаурского муниципалитета.
С 2014 по 2017 год был первым заместителем государственного уполномоченного (губернатора) в регионе Рача-Лечхуми и Нижняя Сванетия, 24 августа 2017 года назначен государственным уполномоченным (губернатором) в регионе Рача-Лечхуми и Нижняя Сванетия после того, как прежний губернатор Пармен Маргвелидзе 10 августа 2017 года подал в отставку.
Женат, супруга — Наталия (1977 г.р), имеет четырёх детей (1996, 1998, 2002 и 2010 г.р.).